# Серебропрометий
Серебропрометий — бинарное неорганическое соединение
прометия и серебра
с формулой AgPm,
кристаллы.

## Получение
- Сплавление стехиометрических количеств чистых веществ:

{\displaystyle {\mathsf {Pm+Ag\ {\xrightarrow {960^{o}C}}\ AgPm}}}

## Физические свойства
Серебропрометий образует кристаллы
кубической сингонии, пространственная группа P m3m, параметры ячейки a = 0,370 нм, Z = 1,
структура типа хлорида цезия CsCl
.
Соединение конгруэнтно плавится при температуре 960°C.